# Friedrich Fromm

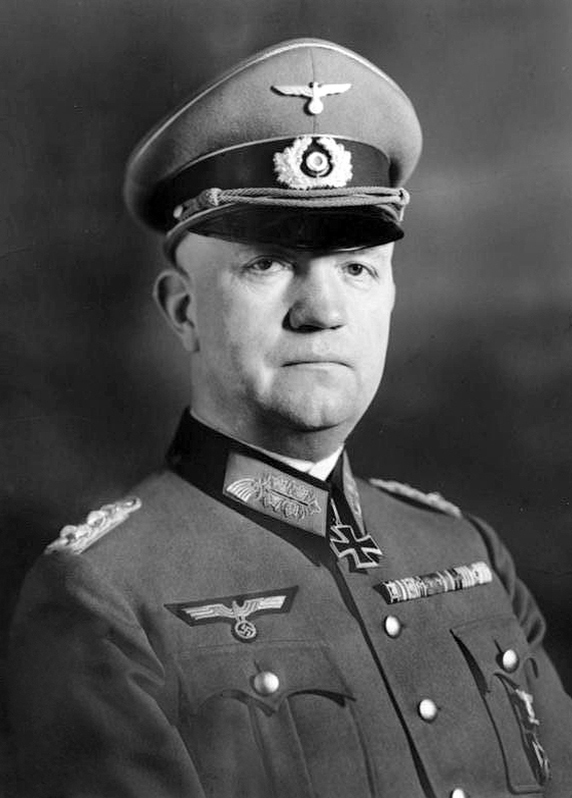
Friedrich Fromm (1940)

Friedrich Wilhelm Waldemar Fromm (* 8. Oktober 1888 in Charlottenburg; † 12. März 1945 in Brandenburg an der Havel) war ein deutscher Heeresoffizier, im Zweiten Weltkrieg zuletzt Generaloberst. Von 1939 bis zum Attentat auf Adolf Hitler am Umsturzversuch am 20. Juli 1944 war er Befehlshaber des Ersatzheeres. Er beteiligte sich nicht aktiv an den Umsturzplänen, tolerierte sie aber und war bereit, sich im Falle von Hitlers Tod aktiv zu beteiligen. Nach dem Scheitern des Putsches ließ er die Verschwörer hinrichten. Er wurde vom Volksgerichtshof wegen „Feigheit vor dem Feind“ zum Tode verurteilt, da ihm eine direkte Beteiligung am Attentat nicht nachgewiesen werden konnte, und am 12. März 1945 im Zuchthaus Brandenburg-Görden durch Erschießung hingerichtet.

## Leben

### Kaiserreich und Erster Weltkrieg
Friedrich Fromm wurde am 8. Oktober 1888 in der Wohnung seiner Eltern in der Courbièrestraße 4 in Charlottenburg geboren. Sein Vater war der Hauptmann (zuletzt Generalleutnant im Ruhestand) Johannes Richard Fromm (1851–1914), seine Mutter Hedwig Elise Clara Fromm, geborene Fromm, beide evangelischer Konfession. Nach dem Besuch von Gymnasien in Mainz, Straßburg und Berlin studierte Fromm zunächst an der Universität Berlin, ehe er am 30. Dezember 1906 als Fahnenjunker in das 2. Thüringische Feldartillerie-Regiment Nr. 55 in Naumburg an der Saale eintrat. Bei Ausbruch des Ersten Weltkriegs war er Oberleutnant und Adjutant der I. Abteilung. 1915 erfolgte seine Versetzung als Adjutant zur 38. Feldartillerie-Brigade, und ab 1917 war der am 18. April 1916 zum Hauptmann beförderte Fromm im Stab der 30. Division. Fromm erhielt beide Klassen des Eisernen Kreuzes, das Hanseatenkreuz (Hamburg) und das Österreichische Militärverdienstkreuz III. Klasse mit der Kriegsdekoration sowie das Verwundetenabzeichen in Schwarz.

### Weimarer Republik

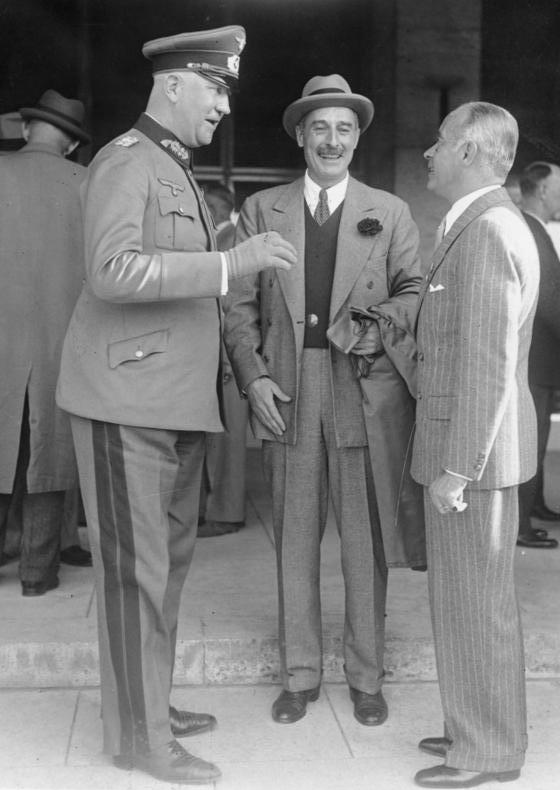
Friedrich Fromm (links) mit Nevile Henderson (Mitte) und Hans von Tschammer und Osten (1938)

Nach Kriegsende war er zunächst an den Grenzschutzkämpfen gegen Polen beteiligt und wurde in die Reichswehr übernommen. Dort setzte man ihn zunächst als Batteriechef im 3. (Preußisches) Artillerie-Regiment in Frankfurt (Oder) ein. Am 1. April 1922 erfolgte seine Versetzung in den Stab der 3. Division. Einen Monat nach seiner Beförderung zum Major am 1. März 1927 kam Fromm in das 14. Reiter-Regiment und wurde bis 31. Mai 1932 zum Reichswehrministerium kommandiert. Als Oberstleutnant (seit 1. April 1931) erfolgte am 1. Juni 1932 seine Ernennung zum Kommandeur der IV. Abteilung des 5. Artillerie-Regiments. Unter gleichzeitiger Beförderung zum Oberst wurde Fromm am 1. Februar 1933 Chef des Wehramtes im Reichswehrministerium.

### Zeit des Nationalsozialismus

#### Vorkriegszeit
Ab 20. Februar 1934 fungierte Fromm als Chef des Allgemeinen Heeresamtes des Reichswehr- bzw. des Reichskriegsministeriums und später im Oberkommando des Heeres. In dieser Funktion wurde er am 1. November 1935 zunächst zum Generalmajor sowie am 1. Januar 1938 zum Generalleutnant befördert.

#### Zweiter Weltkrieg
Vor Kriegsausbruch erfolgte am 20. April 1939 seine Beförderung zum General der Artillerie und am 31. August 1939 – als Ersatz für den nach nur drei Tagen von Hitler von diesem Posten abgesetzten Joachim von Stülpnagel – die Ernennung zum Chef der Heeresrüstung und Befehlshaber des Ersatzheeres, zunächst unter Belassung in seiner Stellung als Chef des Allgemeinen Heeresamtes. Auf letzterem Posten wurde er im Februar 1940 durch Friedrich Olbricht abgelöst. Am 13. Juli 1940 wurde ihm das Ritterkreuz des Eisernen Kreuzes verliehen, und am 19. Juli erfolgte die Beförderung zum Generaloberst.
Den Westfeldzug hielt Fromm für leicht gewinnbar. Ulrich von Hassell traf am 25. April 1940 Fromm bei einem Herrenessen und notierte in seinem Tagebuch:

„Er [Fromm] galt eigentlich immer als vernünftig und klarsehend, scheint aber jetzt auch ganz vom ›wilden Kriegsknecht‹ gebissen zu sein. Durch Holland und Belgien würden wir in einem Schwunge durchstoßen, dann in vierzehn Tagen Frankreich erledigen; die Franzosen würden so laufen wie die Polen.“

#### Fromm und der 20. Juli 1944
Inwieweit Fromm in die Attentatspläne des 20. Juli 1944 eingeweiht war, ist ungeklärt. Von den Verschwörungsplänen, die in seinem unmittelbaren Umfeld – der spätere Attentäter Claus Schenk Graf von Stauffenberg war Chef des Stabes bei Fromm und das von General Friedrich Olbricht geleitete Allgemeine Heeresamt eine Fromm direkt unterstehende Behörde – geschmiedet wurden, hat er gewusst und diese zumindest stillschweigend geduldet. Zu einer aktiven Beteiligung am „Unternehmen Walküre“ war er aber nicht bereit. Nach Bodo Scheurig war er „ein genusssüchtiger Opportunist, der nur richtig zu liegen trachtete“.
Nach dem Bombenattentat auf Hitler durch Stauffenberg erhielt er bereits früh in seinem Hauptquartier im Berliner Bendlerblock durch ein Telefonat mit Generalfeldmarschall Keitel die Meldung, Hitler habe die Explosion leicht verletzt überlebt. Daraufhin weigerte er sich vehement, den Putsch Stauffenbergs, den er für gescheitert hielt, zu unterstützen und den „Walküre-Befehl“ zu unterschreiben, wozu nur er berechtigt war. Stauffenberg befahl er, sich zu erschießen – offenbar in der Hoffnung, dadurch seine eigene Mitwisserschaft zu verschleiern. Die Verschwörer nahmen den Generaloberst daraufhin fest und sperrten ihn in sein Dienstzimmer ein. In den Abendstunden wurde Fromm bei der Erstürmung des Gebäudes durch regimetreue Truppen befreit und setzte sich selbst an die Spitze derer, die den Aufstand beendeten. Auf seine persönliche Anordnung hin wurden Stauffenberg sowie dessen drei enge Mitverschwörer General Olbricht, dessen Chef des Stabes Oberst Mertz von Quirnheim und Stauffenbergs Adjutant Oberleutnant von Haeften durch ein kurzfristig einberufenes Standgericht zum Tode verurteilt und kurz vor oder nach Mitternacht im Innenhof erschossen. Seinem früheren Vorgesetzten, dem ehemaligen Chef des Generalstabes des Heeres, Generaloberst a. D. Ludwig Beck, gab Fromm auf dessen persönliches und massives Drängen hin die Gelegenheit zum Suizid. Als das fehlschlug, ließ er den Schwerverletzten ebenfalls erschießen.

#### Tod
Fromms eigenmächtige Entscheidung, die greifbaren Hauptattentäter sofort standrechtlich erschießen zu lassen, erzürnte Hitler sehr. Zum einen war dies nach militärischem Ehrenkodex eine vergleichsweise wenig ehrenrührige Hinrichtungsart, zum anderen blieb ihnen das Verhör unter Folter durch die Gestapo so erspart und es konnten deshalb keine Informationen über Mitverschwörer gesammelt werden. Des Weiteren wurde zunehmend ruchbar, dass Fromm möglicherweise auch Kenntnis von den Umsturzplänen gehabt habe. Am 14. September wurde er deshalb auf Geheiß Hitlers aus dem Heer entlassen. Als Zivilist konnte er vor den Volksgerichtshof gestellt werden und wurde, da ihm eine direkte Beteiligung nicht nachzuweisen war, wegen Feigheit vor dem Feind zum Tode verurteilt, außerdem wurde seine Wehrwürdigkeit aberkannt, was den Verlust aller Orden und Ehrenzeichen zur Folge hatte. Fromm wurde am 12. März 1945 auf dem Schießplatz des Zuchthauses Brandenburg-Görden erschossen.

## Sonstiges
Fromms Tochter war die niedersächsische Landtagsabgeordnete Helga Heinke.

## Filme
- Im Kinofilm Es geschah am 20. Juli (1955, Regie: Georg Wilhelm Pabst) wird er von Carl Wery dargestellt.
- Im Kinofilm Der 20. Juli (1955, Regie: Falk Harnack) wird er von Siegfried Schürenberg dargestellt.
- Im Fernsehfilm Operation Walküre (1971, Regie: Franz Peter Wirth) wird er von Harry Kalenberg dargestellt.
- Im Fernsehfilm Stauffenberg (2004, Regie: Jo Baier) wird er von Axel Milberg dargestellt.
- Im Dokudrama Die Stunde der Offiziere (2004, Regie: Hans-Erich Viet) wird er von Hermann Lause dargestellt.
- Im Kinofilm Operation Walküre – Das Stauffenberg-Attentat (2008, Regie: Bryan Singer) wird er von Tom Wilkinson dargestellt.